# Novum Testamentum Graece
El Novum Testamentum Graece («Nuevo testamento en griego») es el título de una edición crítica en griego del Nuevo Testamento elaborada por Eberhard Nestle y Kurt Aland, editado por el Institut für neutestamentliche Textforschung («Instituto para la investigación sobre el texto del Nuevo Testamento»). Este libro ha publicado ya veintiocho ediciones (se suele citar como NA28). Es usado normalmente como base para las traducciones del Nuevo Testamento y como estándar para la investigación académica sobre el Nuevo Testamento.

## Compilación
El texto griego presentado está basado sobre el que los críticos textuales bíblicos llaman texto crítico, un texto ecléctico compilado por un comité que examina un gran número de manuscritos para decidir cuál lección (versión) sería más cercana al original probablemente perdido. Los estudiosos usan varios métodos para decidir la reconstrucción más probable, como la fecha de composición (las ediciones más antiguas son preferidas por regla a las más nuevas), la distribución geográfica de una particular lección y corrupciones accidentales o intencionales del texto. En el Novum Testamentum Graece un elevado número de variantes textuales son presentadas en el aparato crítico (las notas a pie de página que distinguen al Novum Testamentum Graece de otras ediciones del Nuevo Testamento en griego).
Algunos estudiosos, como el biblista Maurice Robinson y el filólogo Wilbur Pickering, sostienen que los textos minúsculos reflejan mejor los autógrafos (los originales) que un texto ecléctico como NA27, que se basa en manuscritos del tipo textual alejandrino; este punto de vista ha sido criticado por Gordon Fee y Bruce Metzger entre otros. Ya que la mayor parte de los más antiguos manuscritos existentes son minúsculos, con frecuencia son llamados texto de mayoría. De todas formas se ha de notar que el texto de mayoría en su conjunto está clasificado por los editores del NA27 (incluyendo a Metzger) como un «testigo constantemente citado de primer orden».
El aparato crítico del Novum Testamentum Grace resume las pruebas, provenientes de manuscritos y versiones diferentes, sea a favor que (a veces) contra una selección de las más importantes variantes para el estudio del texto del Nuevo Testamento. Aun cuando no persigue la exhaustividad en la sección de las variantes y en las citas de testimonios, esta edición ofrece a los lectores expertos una base con la cual juzgar por sí mismos qué lección refleje mejor los originales. 
El texto griego de la edición vigésimo séptima coincide con el de la cuarta edición del Nuevo Testamento de las Sociedades bíblicas unidas (UBS4), aunque hay alguna diferencia en la subdivisión en parágrafos, en el uso de las mayúsculas, de los signos de puntuación y en la ortografía. El aparato crítico en cambio es diferente en las dos obras, en cuanto que el UBS4 tiene como finalidad la traducción, e incluye menos variantes textuales y añade material útil para los traductores.

## Historia
La primera edición, publicada por Eberhard Nestle en 1898, combinaba las lecciones de las ediciones de Tischendorf, de Westcott, de Hort, y de Weymouth, colocando la lección mayoritaria en el texto y las minoritarias en el aparato crítico; en 1901 Nestle sustituyó a Weymouth con el texto de Bernhard Weiss y, en las ediciones sucesivas, inició a anotar las lecciones de algunos manuscritos importantes en el aparato.
Erwin Nestle, hijo de Eberhard, sucedió al padre tras su muerte y publicó la decimotercera edición en 1927: esta edición introdujo un aparato crítico separado y comenzó a abandonar el principio de la lección mayoritaria.
Kurt Aland llegó a ser el editor asociado de la edición vigésimo primera en 1952; a petición de Erwin Nestle, revisó y expandió el aparato crítico, añadiendo muchos manuscritos, un trabajo que llevó a la edición vigésimo quinta de 1963. También los grandes descubrimientos de manuscritos del siglo XX hicieron necesaria una revisión del texto y, con permiso de Nestle, Aland inició la revisión del texto. Aland sometió su trabajo al comité editorial del Greek New Testament de las Sociedades Bíblicas Unidas, y este se convirtió en el texto base de su tercera edición (UBS3) en 1975, cuatro años antes de que fuera publicado en la edición vigésimo sexta del Nestle-Aland.
La anterior edición de Nestle-Aland (NA27) reproduce el texto de NA26 (el mismo usado en UBS3 y UBS4) con un aparato crítico enteramente revisado, introducción y apéndices reescritos. 
Por otra parte la actual edición (NA28) se caracteriza porque en ella se tuvo que realizar dos tareas diferentes: Primero, el aparato fue revisado a fondo para darle más claridad y hacer que sea más fácil de usar. Segundo, el texto crítico de la Editio Critica Maior fue incorporado en lugares de interés. Como consecuencia de estas alteraciones, que actualmente sólo a las Cartas Generales, esta edición de Nestle- Aland tiene por primera vez en su historia una presentación diferente para diferentes partes del texto. Las Cartas Generales fueron revisadas de acuerdo con un nuevo concepto que, fundamentalmente, a la larga, será adoptado para toda la edición. La revisión de los textos restantes se limita a una inspección minuciosa y al reordenamiento del aparato crítico, mientras que la estructura básica fue dejada intacto. Otra innovación importante es que a partir de ahora Nestle -Aland no sólo estará disponible en su tradicional formato de libro impreso, sino que también viene ya en formato digital.
Un conjunto de variantes más completa se encuentra en el Novum Testamentum Graecum – Editio Critica Maior.